# 28 November 1974
28 November 1974 è un EP dell'artista britannico Elton John, distribuito nel 1981 subito dopo il singolo Dear God.
Registrato il 28 novembre 1974 (il Giorno del Ringraziamento) nel corso del Thanksgiving Concert, esso comprende i tre brani duettati da Elton e John Lennon, ospite d'onore della serata. I due suonano e cantano Whatever Gets You Thru The Night, Lucy in the Sky with Diamonds e I Saw Her Standing There (Lennon introduce quest'ultimo pezzo così: «Voglio ringraziare Elton e i ragazzi per questa serata. Abbiamo provato a pensare ad un numero col quale finire e andarcene, e abbiamo pensato di fare un numero di un mio vecchio fidanzato chiamato Paul. Questa è una canzone che non ho mai cantato, è un vecchio numero dei Beatles e lo conosciamo appena»).
L'EP raggiunse una numero 40 UK e una numero 81 in Australia; in seguito, i tre brani saranno inseriti nella versione rimasterizzata del 1996 dell'album Here and There (1996).

## Tracce
Tutte le tracce sono state registrate il 28 novembre 1974 al Madison Square Garden (New York).
1. Whatever Gets You Thru the Night (con John Lennon) – 4:40
2. Lucy in the Sky with Diamonds (con John Lennon) – 6:15
3. I Saw Her Standing There (con John Lennon) – 3:17

In Italia, la tracklist presentava anche altri brani del concerto:
1. Funeral for a Friend/Love Lies Bleeding - 11:11
2. Rocket Man - 5:13
3. Bennie and the Jets - 6:09
4. Take Me to the Pilot - 5:48
5. Whatever Gets You Thru the Night (con John Lennon) – 4:40
6. Lucy in the Sky with Diamonds (con John Lennon) – 6:15
7. I Saw Her Standing There (con John Lennon) – 3:17